# カイル・デバン
カイル・デバン（Kyle DeVan 1985年2月10日 - ）は、カリフォルニア州サクラメント出身のアメリカンフットボール選手。ポジションはガード。

## 経歴
高校時代はオフェンシブラインマン及びディフェンシブラインマンとしてプレーした。オレゴン州立大学では4年間で先発38試合を含む49試合に出場した。3年次にはパシフィック10カンファレンスのセカンドチームに選ばれた。
2008年5月1日にワシントン・レッドスキンズとドラフト外で契約を結んだが、7月9日に解雇された。7月17日にニューヨーク・ジェッツと契約したが開幕ロースターに残れず、8月30日に解雇された。10月15日にジェッツのプラクティス・スクワッドとして契約したが、12月16日に解雇された。
2009年4月22日、インディアナポリス・コルツと契約、レギュラーシーズン最後の9試合及び第44回スーパーボウルを含むプレーオフ3試合でマイク・ポラックに代わり右ガードとして先発出場した。2010年はコルツの左ガードとして12試合で先発出場している。コルツでは2シーズンで先発21試合を含む31試合に出場した。2009年にはライアン・ディーム、チャーリー・ジョンソン、ジェフ・サタデー、ライアン・リジャとともにペイトン・マニングへの被サック数をリーグ最少の13回に抑え、パスプロテクションに貢献した。
2011年9月4日、フィラデルフィア・イーグルスと契約、右ガードとしての先発4試合を含む5試合に出場した後、11月5日に解雇された。
2012年6月4日、テネシー・タイタンズと契約を結んだ。開幕前に解雇されたが、リロイ・ハリスが膝を負傷したため、10月31日にタイタンズと契約を結んだ。その後、解雇と再契約を繰り返し、12月4日、タイタンズとこの年4度目の契約を結んだ。
2013年冬、母校のオレゴン州立大学のアシスタントコーチに就任した。
2015年にニューオーリンズ・セインツのアシスタントオフェンシブラインコーチに就任、その後ボール州立大学、アリゾナ大学、ミシガン大学、コロラド大学のアシスタントコーチを経て、2022年12月21日、ノースカロライナ大学シャーロット校のアソシエイトヘッドコーチに就任した。